# Биби, Чейс
Чейс Биби (англ. Chase Beebe; род. 29 марта 1985, Чикаго) — американский боец смешанного стиля, представитель легчайшей и полулёгкой весовых категорий. Выступал на профессиональном уровне в период 2006—2014 годов, известен по участию в турнирах бойцовских организаций WEC, Bellator, Dream, KOTC и др. Владел титулом чемпиона WEC в легчайшем весе.

## Биография
Чейс Биби родился 29 марта 1985 года в Чикаго, Иллинойс. Во время учёбы в старшей школе серьёзно занимался борьбой, четыре раза выигрывал чемпионат штата Иллинойс в этом виде спорта. Учился в университете Пердью и университете Восточного Иллинойса.

### Начало профессиональной карьеры
Дебютировал в смешанных единоборствах на профессиональном уровне в апреле 2006 года, уже на 27 секунде первого раунда поймал своего соперника в «гильотину» и заставил сдаться. Дрался в различных небольших промоушенах преимущественно на территории Иллинойса — в большинстве случаев выходил из поединков победителем, в том числе одержал уверенную победу на турнире King of the Cage.

### World Extreme Cagefighting
Имея в послужном списке девять побед и только одно поражение, в 2007 году Биби привлёк к себе внимание крупной американской организации World Extreme Cagefighting и сразу же стал здесь претендентом на титул чемпиона в легчайшей весовой категории. Состоявшийся бой против действующего чемпиона Эдди Уайнленда продлился все отведённые пять раундов, в итоге судьи единогласным решением отдали победу Биби.
В сентябре 2007 года благополучно защитил полученный чемпионский пояс, выиграв по очкам у бразильца Рани Яхья.
Во время второй защиты титула в феврале 2008 года встретился с Мигелем Торресом — в первом раунде попался в «гильотину» и вынужден был сдаться, лишившись тем самым чемпионского пояса.
Последний раз дрался в клетке WEC в июне 2008 года, проиграв раздельным решением Уиллу Рибейру. После двух поражений подряд был уволен из организации.

### Ultimate Warrior Challenge
Покинув WEC, Биби присоединился к менее престижной организации Ultimate Warrior Challenge, где уже в феврале 2009 года должен был встретиться с чемпионом в легчайшем весе Майком Истоном. Тем не менее, из-за травмы колена он не смог вовремя согнать вес и вообще не появился на церемонии взвешивания, в результате чего организаторы заменили его другим бойцом Джастином Роббинсом.
Чемпионский бой между Чейсом Биби и Майком Истоном всё же состоялся чуть позже в октябре. На протяжении большей части поединка Биби находился за спиной Истона, пытаясь выйти на удушение сзади. По истечение времени боя многие сочли победителем Биби, в частности комментаторы трансляции назвали его победителем со счётом 49-46, однако двое судей с этим не согласились — таким образом было зафиксировано весьма спорное раздельное решение в пользу Истона. Впоследствии портал Sherdog признал это спорное решение «грабежом года». Сообщалось, что Атлетическая комиссия штата Виргиния проводила расследование по этому инциденту и рассматривала возможность признать поединок «несостоявшимся».

### Dream
Также с 2009 года Биби выступал в крупной японской организации Dream. Он стал участником гран-при полулёгкого веса, но уже на стартовом этапе был выбит соотечественником Джо Уорреном, выигравшим техническим нокаутом.
Затем провёл в Dream ещё два боя, проиграв японцам Ёсиро Маэде и Хироюки Такая.

### Bellator Fighting Championships
В 2011 году Чейс Биби подписал контракт с другой крупной бойцовской организацией США Bellator Fighting Championships, где принял участие в гран-при пятого сезона легчайшего веса. На квалификационном этапе он прошёл Хосе Вегу, но на стадии четвертьфиналов раздельным решением уступил бразильцу Маркусу Галвану.

### Дальнейшая карьера
Биби оставался действующим профессиональным бойцом вплоть до 2014 года, в последнее время его результаты были скромными — он потерпел пять поражений подряд от не самых сильных соперников и на этом завершил спортивную карьеру.

## Статистика в профессиональном ММА
| Боёв 38  | Побед 24 | Поражений 13 |
| -------- | -------- | ------------ |
| Нокаутом | 1        | 3            |
| Сдачей   | 17       | 3            |
| Решением | 6        | 7            |
| Ничьи    | 1        | 1            |

| Результат | Рекорд  | Соперник        | Способ                  | Турнир                             | Дата             | Раунд | Время | Место                | Примечание                                             |
| --------- | ------- | --------------- | ----------------------- | ---------------------------------- | ---------------- | ----- | ----- | -------------------- | ------------------------------------------------------ |
| Поражение | 24-13-1 | Винсент Изилл   | TKO (удары руками)      | CCCW: The Undertaking              | 13 сентября 2014 | 2     | 0:08  | Спрингфилд, США      |                                                        |
| Поражение | 24-12-1 | Райан Робертс   | Единогласное решение    | Victory Fighting Championship 42   | 15 марта 2014    | 3     | 5:00  | Омаха, США           |                                                        |
| Поражение | 24-11-1 | Йони Саловаара  | Сдача (удушение сзади)  | Fight Festival 33                  | 5 октября 2013   | 1     | 3:48  | Хельсинки, Финляндия |                                                        |
| Поражение | 24-10-1 | Том Ниинимяки   | Единогласное решение    | Cage 22                            | 11 мая 2013      | 3     | 5:00  | Вантаа, Финляндия    |                                                        |
| Поражение | 24-9-1  | Тревис Маркс    | Единогласное решение    | Bellator 90                        | 21 февраля 2013  | 3     | 5:00  | Уэст-Валли-Сити, США | Бой в промежуточном весе 62,1 кг.                      |
| Победа    | 24-8-1  | Крис Тикл       | Единогласное решение    | Flawless FC 2-Hated                | 15 декабря 2012  | 3     | 5:00  | Хаммонд, США         |                                                        |
| Победа    | 23-8-1  | Джейвон Райт    | Сдача (удушение сзади)  | Fight Hard MMA                     | 10 ноября 2012   | 1     | 4:11  | Сент-Чарльз, США     |                                                        |
| Победа    | 22-8-1  | Дэвид Харрис    | Единогласное решение    | Bellator 75                        | 5 октября 2012   | 3     | 5:00  | Хаммонд, США         |                                                        |
| Победа    | 21-8-1  | Майк Баскис     | Единогласное решение    | XFO 44                             | 16 июня 2012     | 3     | 5:00  | Хофман-Эстейтс, США  |                                                        |
| Победа    | 20-8-1  | Кори Махоун     | KO (удары локтями)      | Colosseum Combat 21                | 12 мая 2012      | 1     | 2:13  | Кокомо, США          |                                                        |
| Победа    | 19-8-1  | Дэвид Лов       | Сдача (удушение сзади)  | Colosseum Combat 20                | 10 марта 2012    | 1     | 3:02  | Кокомо, США          |                                                        |
| Ничья     | 18-8-1  | Энок Уилсон     | Решение большинства     | UCS — Caged Combat 5               | 9 декабря 2011   | 5     | 5:00  | Гранд-Ронд, США      |                                                        |
| Поражение | 18-8    | Маркус Галван   | Раздельное решение      | Bellator 51                        | 24 сентября 2011 | 3     | 5:00  | Кантон, США          | Полуфинал гран-при 5 сезона Bellator в легчайшем весе. |
| Победа    | 18-7    | Ральф Акоста    | Сдача (гильотина)       | WFC 2: Bad Boys                    | 9 июля 2011      | 1     | 0:41  | Лондон, Англия       | Выиграл титул чемпиона WFC в легчайшем весе.           |
| Победа    | 17-7    | Хосе Вега       | Сдача (гильотина)       | Bellator 43                        | 7 мая 2011       | 1     | 4:06  | Ньюкёрк, США         | Отбор гран-при 5 сезона Bellator в легчайшем весе.     |
| Победа    | 16-7    | Стив Киннисон   | Единогласное решение    | Chicago Cagefighting Championship  | 5 марта 2011     | 3     | 5:00  | Вилла-Парк, США      |                                                        |
| Победа    | 15-7    | Джош Кейси      | Сдача (удушение сзади)  | Ruckus 4                           | 24 ноября 2010   | 1     | 4:56  | Аддисон, США         |                                                        |
| Победа    | 14-7    | Джаред Макмахан | Сдача (гильотина)       | Chicago Cagefighting Championship  | 16 октября 2010  | 1     | 1:19  | Вилла-Парк, США      |                                                        |
| Поражение | 13-7    | Хироюки Такая   | KO (удары руками)       | Dream 16                           | 25 сентября 2010 | 1     | 1:45  | Нагоя, Япония        | Бой в полулёгком весе.                                 |
| Победа    | 13-6    | Пабло Альфонсо  | Сдача (удушение сзади)  | Ruckus Invades Navy Pier           | 11 сентября 2010 | 1     | 2:32  | Чикаго, США          | Бой в полулёгком весе.                                 |
| Победа    | 12-6    | Уильям Йохум    | Сдача (гильотина)       | Lords of War 1                     | 24 апреля 2010   | 1     | 1:03  | Аддисон, США         | Бой в полулёгком весе.                                 |
| Поражение | 11-6    | Ёсиро Маэда     | Сдача (удушение сзади)  | Dream 12                           | 25 октября 2009  | 1     | 3:36  | Осака, Япония        |                                                        |
| Поражение | 11-5    | Майк Истон      | Раздельное решение      | UWC 7: Redemption                  | 3 октября 2009   | 5     | 5:00  | Фэрфакс, США         | Бой за титул чемпиона UWC в легчайшем весе.            |
| Поражение | 11-4    | Джо Уоррен      | TKO (остановлен врачом) | Dream 7                            | 8 марта 2009     | 1     | 10:00 | Сайтама, Япония      | Стартовый этап гран-при Dream в полулёгком весе.       |
| Поражение | 11-3    | Вилл Рибейру    | Раздельное решение      | WEC 34                             | 1 июня 2008      | 3     | 5:00  | Сакраменто, США      |                                                        |
| Поражение | 11-2    | Мигель Торрес   | Сдача (гильотина)       | WEC 32                             | 13 февраля 2008  | 1     | 3:59  | Рио-Ранчо, США       | Лишился титула чемпиона WEC в легчайшем весе.          |
| Победа    | 11-1    | Рани Яхья       | Единогласное решение    | WEC 30                             | 5 сентября 2007  | 5     | 5:00  | Лас-Вегас, США       | Защитил титул чемпиона WEC в легчайшем весе.           |
| Победа    | 10-1    | Эдди Уайнленд   | Единогласное решение    | WEC 26                             | 24 марта 2007    | 5     | 5:00  | Лас-Вегас, США       | Выиграл титул чемпиона WEC в легчайшем весе.           |
| Победа    | 9-1     | Майк Беннетт    | Сдача (удушение сзади)  | KOTC: Hard Knocks                  | 19 января 2007   | 1     | 2:44  | Рокфорд, США         |                                                        |
| Победа    | 8-1     | Сэм Джексон     | Сдача (удушение сзади)  | XFO 14                             | 9 декабря 2006   | 1     | 2:36  | Лейкмур, США         |                                                        |
| Победа    | 7-1     | Майк Беннетта   | Сдача (гильотина)       | Courage Fighting Championships 7   | 25 ноября 2006   | 1     | 0:45  | Декейтер, США        |                                                        |
| Победа    | 6-1     | Аарон Джеймисон | Сдача (удары руками)    | Midwest Absolute Challenge 3       | 7 октября 2006   | 1     | 0:45  | Кантрисайд, США      |                                                        |
| Победа    | 5-1     | Майк Линдквист  | Сдача (удушение сзади)  | Evolution Fighting Championships 2 | 15 сентября 2006 | 1     | 1:40  | Мачесни-Парк, США    |                                                        |
| Поражение | 4-1     | Мэтт Фьордироза | Единогласное решение    | XFO 12: Outdoor War 2              | 19 августа 2006  | 3     | 5:00  | Айленд-Лейк, США     |                                                        |
| Победа    | 4-0     | Ник Хофф        | Сдача (удушение сзади)  | Courage Fighting Championships 6   | 15 июля 2006     | 1     | 2:24  | Айленд-Лейк, США     |                                                        |
| Победа    | 3-0     | Бен Миллер      | Сдача (удушение сзади)  | Evolution Fighting Championships   | 7 июля 2006      | 1     | 2:49  | Мачесни-Парк, США    |                                                        |
| Победа    | 2-0     | Коди Гирц       | Сдача (удушение сзади)  | Iowa Challenge 29                  | 10 июня 2006     | 1     | 1:01  | Куинси, США          |                                                        |
| Победа    | 1-0     | Джесси Ронги    | Сдача (гильотина)       | Courage Fighting Championships 5   | 29 апреля 2006   | 1     | 0:27  | Декейтер, США        |                                                        |